# Suolojaure (Arjeplogs socken, Lappland, 736724-157307)
Suolojaure är en sjö i Arjeplogs kommun i Lappland och ingår i Piteälvens huvudavrinningsområde. Sjön har en area på 0,589 kvadratkilometer och ligger 524 meter över havet. Suolojaure ligger i Hornavan-Sädvajaure fjällurskog Natura 2000-område.

## Delavrinningsområde
Suolojaure ingår i det delavrinningsområde (736533-157458) som SMHI kallar för Utloppet av Suolojaure. Medelhöjden är 584 meter över havet och ytan är 17,66 kvadratkilometer. Det finns inga avrinningsområden uppströms utan avrinningsområdet är högsta punkten. Vattendraget som avvattnar avrinningsområdet har biflödesordning 3, vilket innebär att vattnet flödar genom totalt 3 vattendrag innan det når havet efter 288 kilometer. Avrinningsområdet består mestadels av skog (92 procent). Avrinningsområdet har 0,81 kvadratkilometer vattenytor vilket ger det en sjöprocent på 4,6 procent.